# Бейтс, Кэти
Кэ́тлин Дойл Бейтс (англ. Kathleen Doyle Bates; род. 28 июня 1948[…], Мемфис, США) — американская актриса и режиссёр. Лауреат премии «Оскар» (1991), двух премий «Эмми» (2012, 2014), двух премий «Золотой глобус» (1991, 1997), премии «Выбор критиков» (2025) и двух «Премий Гильдии киноактёров США» (1997, 1999).
Кэти Бейтс трижды номинировалась на премию «Оскар» (1999, 2003, 2020), дважды на премию BAFTA (1993, 1999), шесть раз на премию «Золотой глобус» (1992, 1999, 2000, 2003, 2015, 2020), тринадцать раз на премию «Эмми» (1996, 1999 — дважды, 2000, 2003, 2005, 2006, 2010, 2011, 2012, 2014, 2015, 2016), восемь раз на «Премию Гильдии киноактёров США» (1997, 1998, 1999, 2000, 2003 — дважды, 2012) и один раз на премию «Тони» (1983).
Наиболее известные фильмы и телесериалы с участием Кэти Бейтс: «Мизери» (1990), «Жареные зелёные помидоры» (1991), «Долорес Клэйборн» (1995), «Полночная смена» (1996), «Титаник» (1997), «Основные цвета» (1998), «Энни» (1999), «Третья планета от Солнца» (1999), «О Шмидте» (2002), «Клиент всегда мёртв» (2003—2005), «Тёплые источники» (2005), «Скорая помощь» (2005), «Странные родственники» (2006), «Алиса в Стране чудес» (2009), «Закон Хэрри» (2011—2012), «Два с половиной человека» (2012), «Американская история ужасов» (2013—2019) и «Дело Ричарда Джуэлла» (2019)
20 сентября 2016 года Кэти Бейтс была удостоена именной звезды на голливудской «Аллее славы».

## Ранние годы и образование
Кэти Бейтс родилась 28 июня 1948 года, в Мемфисе, штат Теннесси, США. Её мать, Берти Кэтлин (в девичестве Талберт, 1907—1997), домохозяйка, а отец, Лэнгдон Дойл Бейтс (1900—1989), инженер-механик. У неё также есть старшие сёстры Патриция и Мэри. Её дед по отцовской линии, Финис Лэнгдон Бейтс, был адвокатом и писателем.
Она получила высшее образование в «Южном методическом университете» в Далласе, а также была главой женского общества «Альфа, Дельта, Пи». В 1970 году переехала в Нью-Йорк для продолжения актёрской карьеры.

## Карьера
Кэти Бейтс дебютировала в кино в 1971 году сыграв эпизодическую роль в фильме «Отрыв». С 1973 года работала в театре, получив некоторую известность лишь после роли в спектакле «Преступления сердца» в 1978 году. В 1980-х годах она активно участвовала в бродвейских постановках, много снималась на телевидении, а в кино была занята во второстепенных ролях.
Некоторые фильмы с участием Бейтс 1980-х годов: «Ночная мать» (1983), «На следующее утро» (1986), «Артур 2: На мели» (1988), «Когда я был вампиром» (1988), «Роу против Уэйда» (1989), «Мужчины не уходят» (1989), «Высокие ставки» (1989) и др.
К Бейтс пришла слава после исполнения роли Энни Уилкс в фильме «Мизери» (1990), режиссёра Роба Райнера. Фильм был снят по роману Стивена Кинга, в основе сюжета история писателя Пола Шелдона (его сыграл Джеймс Каан), который попадает в сильный снегопад и разбивается на машине. Его находит и приносит к себе домой женщина по имени Энни Уилкс, которая является ярой поклонницей его романов и не желает расставаться со своим кумиром. За свою роль в этом фильме Бейтс была удостоена премии «Оскар» и «Золотой глобус», в номинации «Лучшая женская роль», в 1991 году.
В том же году она снялась в фильме «Жареные зелёные помидоры», за который была номинирована на премии «Золотой глобус» и BAFTA. В 1994 году сыграла небольшую роль в фильме «Норт», за которую она была номинирована на антипремию «Золотая малина» за «Худшую женскую роль второго плана», а после снялась в фильме «Долорес Клэйборн» (1995), который был снят по роману Стивена Кинга.
За исполнение роли Хелен Кушник в телефильме «Полуночная смена» (1996), Бейтс стала лауреатом нескольких кинопремий: «Золотой глобус» (в номинации «Лучшая актриса второго плана в мини-сериале, телесериале или телефильме»), Премии Гильдии киноактёров США (в номинации «Лучшая женская роль в телефильме или мини-сериале»), «Спутник» (в номинации «Лучшая женская роль второго плана в мини-сериале, телесериале или телефильме») и «American Comedy Awards» (в номинации «Самая смешная исполнительница на телевидении (главная или второстепенная роль)»). За эту же роль она была номинирована на премию «Эмми», но награда досталась другой актрисе.
В 1997 году в фильме Джеймса Кэмерона «Титаник» Бейтс сыграла роль Маргарет Браун, наиболее известную как «Непотопляемая Молли», фильм заработал более $1,8 млрд кассовых сборов по всему миру.
В 1998 году Кэти Бейтс сыграла роль Либби Холден в трагикомедии режиссёра Майкла Николса, за эту роль она была номинирована на премии «Оскар», BAFTA, «Золотой глобус» и «Премию Гильдии киноактёров США» в категории «Лучшая женская роль второго плана» в 1999 году.
Впоследствии она ещё один раз номинировалась на премию «Оскар» за лучшую женскую роль второго плана в драматическом фильме «О Шмидте» (2002).
Бейтс также многократно была номинирована на премию «Эмми». В 2003 у неё была роль второго плана в сериале «Клиент всегда мёртв». Она также снялась в нескольких фильмах канала «Lifetime». Начиная с девяностых годов, Бейтс также работала как режиссёр. Она срежиссировала эпизоды таких телесериалов как «Убойный отдел» (1996), «Полиция Нью-Йорка» (1997), «Тюрьма Оз» (1998), «Клиент всегда мёртв» (2001—2003) и «Любовь вдовца» (2002). В 2008 году сыграла в фильме «Дорога перемен», вместе с Леонардо Ди Каприо и Кейт Уинслет.
В 2011—2012 годах Кэти Бейтс играла свою первую главную роль на телевидении, в сериале «Закон Хэрри», который был закрыт после двух сезонов из-за низких рейтингов. В 2012 году она выиграла свою первую премию «Эмми», но не в ведущей, а во второстепенной категории.
В 2013 году Бейтс исполнила одну из главных ролей в третьем сезоне телесериала «Американская история ужасов», за которую удостоилась второй премии «Эмми», в номинации «Лучшая женская роль второго плана в мини-сериале или фильме». Актриса так же снималась в 4 сезоне сериала «Американская история ужасов: Фрик-шоу» в роли бородатой женщины Этель Дарлинг, в 5 сезоне — «Отель» — в роли Айрис, а в 6 сезоне — «Роанок» — в роли Томасин Уайт (Агнес Мэри Уинстед), так же известной по кличке Мясник. Также в 2016 году Бейтс снялась в фильмах «Большой босс», «Бегущая от реальности», «Великолепная Гилли Хопкинс» и «Плохой Санта 2».
В 2017 году Бейтс сыграла роль Джоан Блонделл в телесериале канала FX, «Вражда».
В 2018 году актриса вернулась в восьмой сезон «Американской истории ужасов», в котором она сыграла члена сатанинской группы, а также защитницы Майкла Лэнгдона (Антихриста) Мириам Мид.
В сентябре 2024 года объявила о завершении карьеры, её последней работой должен был стать телесериал Мэтлок, однако потом уточнила, что её не правильно поняли.

## Личная жизнь
В 1991—1997 годах Кэти Бейтс была замужем за актёром Тони Камписи.
В 2003 году актриса излечилась от рака яичников. В 2012 году у Бейтс был диагностирован рак молочной железы, она перенесла двойную мастэктомию.
В 2014 году в Нью-Йорке Бейтс объявила (через предварительно записанное аудио), что из-за двойной мастэктомии у нее возник лимфостаз на обеих руках. После этого объявления Бейтс стала Национальным представителем Lymphatic Education & Research Network (LE&RN) и принимала активное участие в исследовании этой болезни.
В июне 2016 года, в кампании за права человека был опубликован видеоролик в честь жертв массового убийства в Орландо; в видео Бейтс и другие рассказали истории людей, погибших там.

## Избранная фильмография

### Кино
| Год  |    | Русское название                                 | Оригинальное название                                 | Роль                    |
| ---- | -- | ------------------------------------------------ | ----------------------------------------------------- | ----------------------- |
| 1971 | ф  | Отрыв                                            | Taking Off                                            | певица на пробах        |
| 1978 | ф  | Преступления сердца                              | Crimes of the Heart                                   | Эмма                    |
| 1978 | ф  | Испытательный срок                               | Straight Time                                         | Селма Дарин             |
| 1982 | ф  | Приходи ко мне на встречу Джимми Дин, Джимми Дин | Come Back to the Five and Dime Jimmy Dean, Jimmy Dean | Стелла Мэй              |
| 1983 | ф  | Ночная мать                                      | Night Mother                                          | Рэйчел                  |
| 1986 | ф  | На следующее утро                                | The Morning After                                     | женщина на Матео-стрит  |
| 1988 | ф  | Артур 2: На мели                                 | Arthur 2: On the Rocks                                | миссис Кэнби            |
| 1988 | ф  | Когда я был вампиром                             | My Best Friend Is a Vampire                           | Хелен Блейк             |
| 1989 | ф  | Мужчины не уходят                                | Men Don't Leave                                       | Лиза Коулман            |
| 1989 | ф  | Высокие ставки                                   | High Stakes                                           | Джилл                   |
| 1990 | ф  | Белый дворец                                     | White Palace                                          | Розмари                 |
| 1990 | ф  | Дик Трейси                                       | Dick Tracy                                            | миссис Грин             |
| 1990 | ф  | Мизери                                           | Misery                                                | Энни Уилкс              |
| 1991 | ф  | Жареные зелёные помидоры                         | Fried Green Tomatoes                                  | Эвелин Кауч             |
| 1991 | ф  | Тени и туман                                     | Shadows and Fog                                       | проститутка             |
| 1991 | ф  | Игры в полях господних                           | At Play in the Fields of the Lord                     | Хейзел Куантер          |
| 1992 | ф  | Прелюдия к поцелую                               | Prelude to a Kiss                                     | Ли Блиер                |
| 1992 | ф  | Второе дыхание                                   | Used People                                           | Бибби Берман            |
| 1992 | ф  | Несколько хороших парней                         | A Few Good Men                                        | Эшли                    |
| 1993 | ф  | Наш собственный дом                              | A Home of Our Own                                     | Френсис Лейси           |
| 1994 | ф  | Норт                                             | North                                                 | мама Алекса             |
| 1994 | ф  | Проклятье голодающего класса                     | Curse of the Starving Class                           | Элла Тейт               |
| 1995 | ф  | Ангус                                            | Angus                                                 | мама                    |
| 1995 | ф  | Долорес Клэйборн                                 | Dolores Claiborne                                     | Долорес Клэйборн        |
| 1996 | ф  | Война в доме                                     | The War at Home                                       | Морин Коллиер           |
| 1996 | ф  | Дьяволицы                                        | Diabolique                                            | детектив Ширли Вогал    |
| 1997 | ф  | Титаник                                          | Titanic                                               | Молли Браун             |
| 1997 | ф  | Унесённый морем                                  | Swept from the Sea                                    | Мисс Суоффер            |
| 1998 | ф  | Маменькин сыночек                                | The Waterboy                                          | Хелен Бушер             |
| 1998 | ф  | Основные цвета                                   | Primary Colors                                        | Либби Холден            |
| 2000 | ф  | Бруно                                            | Bruno                                                 | мать-настоятельница     |
| 2001 | ф  | Крысиные бега                                    | Rat Race                                              | женщина продающая белок |
| 2001 | ф  | Американские герои                               | American Outlaws                                      | Ма Джеймс               |
| 2002 | ф  | О Шмидте                                         | About Schmidt                                         | Роберта Хертзел         |
| 2002 | ф  | Станцуем, крошка!                                | Angus                                                 | Мэг Безан               |
| 2002 | ф  | С любовью, Лайза                                 | Love Liza                                             | Мэри Энн Бэнкхед        |
| 2002 | ф  | Стрекоза                                         | Dragonfly                                             | миссис Беймонт          |
| 2002 | ф  | Кто убил Виктора Фокса?                          | Unconditional Love                                    | Грейс Бисли             |
| 2003 | ф  | Чемоданы Тульса Люпера                           | The Tulse Luper Suitcases                             | Тери                    |
| 2004 | ф  | Вокруг света за 80 дней                          | Around the World in 80 Days                           | королева Виктория       |
| 2004 | ф  | Мост короля Людовика Святого                     | Bridge of San Luis Rey, The                           | Маркиза                 |
| 2004 | ф  | Маленькая чёрная книжка                          | Little Black Book                                     | Киппи Канн              |
| 2005 | ф  | Ходят слухи                                      | Rumor Has It                                          | Мими                    |
| 2006 | ф  | Паутина Шарлотты                                 | Charlotte's Web                                       | Битси                   |
| 2006 | ф  | Любовь и прочие неприятности                     | Failure to Launch                                     | Сью                     |
| 2006 | ф  | Странные родственники                            | Relative Strangers                                    | Агнесс Маньюр           |
| 2007 | мф | Би Муви: Медовый заговор                         | Bee Movie                                             | Джанет Бенсон           |
| 2007 | ф  | Фред Клаус, брат Санты                           | Fred Claus                                            | мать Клауса             |
| 2007 | ф  | Золотой компас                                   | Golden Compass                                        | Хэстер                  |
| 2007 | ф  | P.S. Я люблю тебя                                | P.S. I Love You                                       | Патриша Роули           |
| 2008 | ф  | День, когда Земля остановилась                   | The Day the Earth Stood Still                         | Реджина Джексон         |
| 2008 | ф  | Личное                                           | Personal Effects                                      | Глория                  |
| 2008 | ф  | Дорога перемен                                   | Revolutionary Road                                    | миссис Хелен Гивингс    |
| 2008 | ф  | Семья охотников                                  | The Family That Preys                                 | Шарлотта Картрайт       |
| 2009 | ф  | Невидимая сторона                                | Blind Side                                            | мисс Сью                |
| 2009 | ф  | Шери                                             | Chéri                                                 | Мадам Пелу              |
| 2010 | ф  | День Святого Валентина                           | Valentine's Day                                       | Сюзан                   |
| 2011 | ф  | Полночь в Париже                                 | Midnight in Paris                                     | Гертруда Стайн          |
| 2011 | ф  | Главное не бояться!                              | A Little Bit of Heaven                                | Беверли Корбетт         |
| 2011 | ф  | Притворись моим мужем                            | You May Not Kiss the Bride                            | мама Брайена            |
| 2014 | ф  | Тэмми                                            | Tammy                                                 | Ленор                   |
| 2015 | ф  | Великолепная Гилли Хопкинс                       | The Great Cilly Hopkins                               | Мэмми Тотер             |
| 2016 | ф  | Большой босс                                     | The Boss                                              | Ида Марквитт            |
| 2016 | ф  | Бегущая от реальности                            | Complete Unknown                                      | Нина                    |
| 2016 | ф  | Плохой Санта 2                                   | Bad Santa 2                                           | Сунни Соук              |
| 2017 | ф  | Кристал                                          | Krystal                                               | Вера                    |
| 2018 | ф  | Смерть и жизнь Джона Ф. Донована                 | The Death and Life of John F. Donovan                 | Барбара Хагермакер      |
| 2018 | ф  | По половому признаку                             | On the Basis of Sex                                   | Дороти Кеньон           |
| 2019 | ф  | В погоне за Бонни и Клайдом                      | The Highwaymen                                        | Мириам «Ма» Фергюсон    |
| 2019 | ф  | Дело Ричарда Джуэлла                             | Richard Jewell                                        | Боби Джуэлл             |
| 2020 | ф  | Дом                                              | Home                                                  | Бернадетт               |
| 2023 | ф  | Ты здесь, Бог? Это я, Маргарет                   | Are You There God? It’s Me, Margaret                  | Сильвия Саймон          |
| 2023 | ф  | Клуб чудес                                       | The Miracle Club                                      | Эйлин Данн              |
| 2024 | ф  | Летний лагерь                                    | Summer Camp                                           | Джинни                  |

### Телевидение
| Год       |     | Русское название                         | Оригинальное название             | Роль                                       |
| --------- | --- | ---------------------------------------- | --------------------------------- | ------------------------------------------ |
| 1977      | с   | Врачи                                    | The Doctors                       | Филлис                                     |
| 1978      | с   | Лодка любви                              | The Love Boat                     | Салли Элисон                               |
| 1984      | с   | Все мои дети                             | All My Children                   | Бэла                                       |
| 1984      | с   | Одна жизнь, чтобы жить                   | One Life to Live                  | Эвелин Мэддокс                             |
| 1986      | с   | Кегни и Лейси                            | Cagney & Lacey                    | Бренда Харрис                              |
| 1986—1987 | с   | Сент-Элсвер                              | St. Elsewhere                     | Полли                                      |
| 1987      | тф  | Убийство предопределено                  | Murder Ordained                   | Бобби Бирк                                 |
| 1989      | тф  | Рой против Уэйда                         | Roe vs. Wade                      | Джесси                                     |
| 1989      | тф  | Бездомные                                | No Place Like Home                | Бони Купер                                 |
| 1989      | с   | Чайна-Бич                                | China Beach                       | медсестра Ян Уайат                         |
| 1989      | с   | Закон Лос-Анджелеса                      | L. A. Law                         | Шарлотта Хейли                             |
| 1992      | тф  | Заложники                                | Hostages                          | Пегги Сэй                                  |
| 1995      | тф  | Вестсайдский вальс                       | The West Side Waltz               | Госпожа Гу                                 |
| 1996      | тф  | Полночная смена                          | The Late Shift                    | Хелен Кушник                               |
| 1999      | тф  | Энни                                     | Annie                             | Мисс Агата Ханниган                        |
| 1999      | с   | Третья планета от Солнца                 | Third Rock from the Sun           | Шарлотта Эверли                            |
| 2000      | тф  | Одержимый дьяволом                       | Possessed                         | Студентка                                  |
| 2002      | тф  | Страж сестры моей                        | My Sister's Keeper                | Кристин Чепмен                             |
| 2003—2005 | с   | Клиент всегда мёртв                      | Six Feet Under                    | Беттина                                    |
| 2005      | тф  | Скорая помощь                            | Ambulance Girl                    | Джейн Стерн                                |
| 2005      | тф  | Тёплые источники                         | Warm Springs                      | Хелена Махони                              |
| 2009      | мтф | Алиса в Стране чудес                     | Alice                             | Королева Червей                            |
| 2010—2011 | с   | Офис                                     | The Office                        | Джо Беннетт                                |
| 2011—2012 | с   | Закон Хэрри                              | Harry's Law                       | Хэрриет Корн                               |
| 2012      | с   | Два с половиной человека                 | Two and a Half Men                | Чарли Харпер                               |
| 2013—2014 | с   | Американская история ужасов: Шабаш       | American Horror Story: Coven      | мадам Дельфина Лалори                      |
| 2014—2015 | с   | Американская история ужасов: Фрик-шоу    | American Horror Story: Freak Show | Этель Дарлинг                              |
| 2014—2015 | с   | Майк и Молли                             | Mike & Molly                      | Кэй Миккон                                 |
| 2015—2016 | мс  | Американский папаша!                     | American Dad!                     | Дороти                                     |
| 2015—2016 | с   | Американская история ужасов: Отель       | American Horror Story: Hotel      | Айрис                                      |
| 2016      | с   | Американская история ужасов: Роанок      | American Horror Story: Roanoke    | Агнес Мэри Уинстэд / Томасин Уайт (Мясник) |
| 2017      | с   | Вражда: Бетт и Джоан                     | Feud: Bette and Joan              | Джоан Блонделл                             |
| 2017—2018 | с   | Раскосяченные                            | Disjointed                        | Рут Белое Перо Фельдман                    |
| 2018      | с   | Теория Большого взрыва                   | The Big Bang Theory               | Госпожа Фаулер                             |
| 2018      | с   | Американская история ужасов: Апокалипсис | American Horror Story: Apocalypse | Мириам Мид / мадам Дельфина Лалори         |
| 2024      | с   | Мэтлок                                   | Matlock                           | Мэдлин «Мэтти» Мэтлок / Мэдлин Кингстон    |

## Режиссёрские работы
| Год       | Русское название      | Оригинальное название        | Примечания                       |
| --------- | --------------------- | ---------------------------- | -------------------------------- |
| 1995      | Великие представления | Great Performances           | эпизод: «Talking With»           |
| 1996      | Убойный отдел         | Homicide: Life on the Street | эпизод: «Scene of the Crime»     |
| 1997      | Полиция Нью-Йорка     | NYPD Blue                    | эпизод: «I Love Lucy»            |
| 1998      | Тюрьма «OZ»           | OZ                           | эпизод: «Family Bizness»         |
| 1999      | Дэш и Лилли           | Dash and Lilly               | телефильм                        |
| 2001-2003 | Клиент всегда мёртв   | Six Feet Under               | 5 эпизодов                       |
| 2002      | Любовь вдовца         | Everwood                     | эпизод: «The Great Doctor Brown» |
| 2003      | Фарго                 | Fargo                        | пилот несостоявшегося сериала    |
| 2005      | Скорая помощь         | Ambulance Girl               | телефильм                        |
| 2006      | Сжальтесь над Мерси   | Have Mercy                   |                                  |

## Роли в театре
| Год       | Название                                         | Роль           | Примечания                      |
| --------- | ------------------------------------------------ | -------------- | ------------------------------- |
| 1976      | Сует                                             | Джоан          | театр Playwrights Horizons      |
| 1979      | Арт-кафе                                         | Херрик Симмонс | театр Ньюман                    |
| 1980      | Прощай Фидель                                    | Изабель        | Новый театр Амбассадор          |
| 1980      | Пятого июня                                      | Тэлли          | Новый театр Аполло              |
| 1982      | Приходи ко мне на встречу Джимми Дин, Джимми Дин | Стелла Мэй     | театр Мартин Бек                |
| 1983-1984 | Спокойной ночи, мама                             | Джесси Кейтс   | Американский репертуарный театр |
| 1983-1984 | Спокойной ночи, мама                             | Джесси Кейтс   | Золотой театр                   |
| 1983-1984 | Спокойной ночи, мама                             | Джесси Кейтс   | Музыкальный театр               |
| 1985      | Проклятие голодающего класса                     | Элла           | театр на Набережной             |
| 1987      | Фрэнки и Джонни в Клэр Дю Пон                    | Фрэнки         | театральный клуб в Манхэттене   |
| 1987      | Фрэнки и Джонни в Клэр Дю Пон                    | Фрэнки         | театр Вестсайд                  |
| 1988      | Дорога в Мекку                                   | Эльза Барлоу   | Театр-променад                  |

## Награды и номинации
Полный список наград и номинаций на сайте IMDb.com.
| Награда                                           | Год  | Категория                                                                 | Работа                                | Результат |
| ------------------------------------------------- | ---- | ------------------------------------------------------------------------- | ------------------------------------- | --------- |
| Оскар                                             | 1991 | Лучшая женская роль                                                       | Мизери                                | Победа    |
| Оскар                                             | 1999 | Лучшая женская роль второго плана                                         | Основные цвета                        | Номинация |
| Оскар                                             | 2003 | Лучшая женская роль второго плана                                         | О Шмидте                              | Номинация |
| Оскар                                             | 2020 | Лучшая женская роль второго плана                                         | Дело Ричарда Джуэлла                  | Номинация |
| BAFTA                                             | 1993 | Лучшая женская роль второго плана                                         | Жареные зелёные помидоры              | Номинация |
| BAFTA                                             | 1999 | Лучшая женская роль второго плана                                         | Основные цвета                        | Номинация |
| Золотой глобус                                    | 1991 | Лучшая женская роль — драма                                               | Мизери                                | Победа    |
| Золотой глобус                                    | 1992 | Лучшая женская роль — комедия или мюзикл                                  | Жареные зелёные помидоры              | Номинация |
| Золотой глобус                                    | 1997 | Лучшая женская роль второго плана — мини-сериал, телесериал или телефильм | Полночная смена                       | Победа    |
| Золотой глобус                                    | 1999 | Лучшая женская роль второго плана — кинофильм                             | Основные цвета                        | Номинация |
| Золотой глобус                                    | 2000 | Лучшая женская роль второго плана — мини-сериал, телесериал или телефильм | Энни                                  | Номинация |
| Золотой глобус                                    | 2003 | Лучшая женская роль второго плана — кинофильм                             | О Шмидте                              | Номинация |
| Золотой глобус                                    | 2015 | Лучшая женская роль второго плана — мини-сериал, телесериал или телефильм | Американская история ужасов: Фрик-шоу | Номинация |
| Золотой глобус                                    | 2020 | Лучшая женская роль второго плана — кинофильм                             | Дело Ричарда Джуэлла                  | Номинация |
| Эмми                                              | 1996 | Лучшая женская роль второго плана в мини-сериале или фильме               | Полночная смена                       | Номинация |
| Эмми                                              | 1999 | Лучшая приглашённая актриса в комедийном телесериале                      | Третья планета от Солнца              | Номинация |
| Эмми                                              | 1999 | Лучшая режиссура мини-сериала или фильма                                  | Дэш и Лилли                           | Номинация |
| Эмми                                              | 2000 | Лучшая женская роль второго плана в мини-сериале или фильме               | Энни                                  | Номинация |
| Эмми                                              | 2003 | Лучшая приглашённая актриса в драматическом телесериале                   | Клиент всегда мёртв                   | Номинация |
| Эмми                                              | 2005 | Лучшая женская роль второго плана в мини-сериале или фильме               | Тёплые источники                      | Номинация |
| Эмми                                              | 2006 | Лучшая женская роль в мини-сериале или фильме                             | Скорая помощь                         | Номинация |
| Эмми                                              | 2010 | Лучшая женская роль второго плана в мини-сериале или фильме               | Алиса в Стране чудес                  | Номинация |
| Эмми                                              | 2011 | Лучшая женская роль в драматическом телесериале                           | Закон Хэрри                           | Номинация |
| Эмми                                              | 2012 | Лучшая женская роль в драматическом телесериале                           | Закон Хэрри                           | Номинация |
| Эмми                                              | 2012 | Лучшая приглашённая актриса в комедийном телесериале                      | Два с половиной человека              | Победа    |
| Эмми                                              | 2014 | Лучшая женская роль второго плана в мини-сериале или фильме               | Американская история ужасов: Шабаш    | Победа    |
| Эмми                                              | 2015 | Лучшая женская роль второго плана в мини-сериале или фильме               | Американская история ужасов: Фрик-шоу | Номинация |
| Эмми                                              | 2016 | Лучшая женская роль второго плана в мини-сериале или фильме               | Американская история ужасов: Отель    | Номинация |
| Премия Гильдии киноактёров США                    | 1997 | Лучшая женская роль в телефильме или мини-сериале                         | Полночная смена                       | Победа    |
| Премия Гильдии киноактёров США                    | 1998 | Лучший актёрский состав в игровом кино                                    | Титаник                               | Номинация |
| Премия Гильдии киноактёров США                    | 1999 | Лучшая женская роль второго плана                                         | Основные цвета                        | Победа    |
| Премия Гильдии киноактёров США                    | 2000 | Лучшая женская роль в телефильме или мини-сериале                         | Энни                                  | Номинация |
| Премия Гильдии киноактёров США                    | 2003 | Лучшая женская роль в телефильме или мини-сериале                         | Ангел для сестры                      | Номинация |
| Премия Гильдии киноактёров США                    | 2003 | Лучшая женская роль второго плана                                         | О Шмидте                              | Номинация |
| Премия Гильдии киноактёров США                    | 2012 | Лучшая женская роль в драматическом сериале                               | Закон Хэрри                           | Номинация |
| Премия Гильдии киноактёров США                    | 2012 | Лучший актёрский состав в игровом кино                                    | Полночь в Париже                      | Номинация |
| Тони                                              | 1983 | Лучшая женская роль в пьесе                                               | Спокойной ночи, мама                  | Номинация |
| Сатурн                                            | 1992 | Лучшая киноактриса                                                        | Мизери                                | Номинация |
| Сатурн                                            | 1996 | Лучшая киноактриса                                                        | Долорес Клэйборн                      | Номинация |
| Сатурн                                            | 2014 | Лучшая телеактриса второго плана                                          | Американская история ужасов: Шабаш    | Номинация |
| Сатурн                                            | 2017 | Лучшая телеактриса второго плана                                          | Американская история ужасов: Роанок   | Номинация |
| Золотая малина                                    | 1995 | Худшая женская роль второго плана                                         | Норт                                  | Номинация |
| Выбор критиков                                    | 1999 | Лучшая актриса                                                            | Основные цвета                        | Победа    |
| Выбор критиков                                    | 2003 | Лучшая актриса                                                            | О Шмидте                              | Номинация |
| Спутник                                           | 1996 | Лучшая женская роль второго плана — мини-сериал, телесериал или телефильм | Полночная смена                       | Победа    |
| Спутник                                           | 1998 | Лучшая женская роль второго плана — Кинофильм                             | Основные цвета                        | Номинация |
| Спутник                                           | 1999 | Лучшая женская роль — мини-сериал или телефильм                           | Энни                                  | Номинация |
| Спутник                                           | 2002 | Лучшая женская роль второго плана — Кинофильм                             | О Шмидте                              | Номинация |
| Спутник                                           | 2002 | Лучшая женская роль — мини-сериал или телефильм                           | Страж сестры моей                     | Номинация |
| Спутник                                           | 2007 | Награда имени Мэри Пикфорд                                                | н/д                                   | Победа    |
| Спутник                                           | 2014 | Лучшая женская роль второго плана — мини-сериал, телесериал или телефильм | Американская история ужасов: Шабаш    | Номинация |
| Ассоциация кинокритиков Чикаго                    | 1990 | Самая перспективная актриса                                               | Мизери                                | Номинация |
| Ассоциация кинокритиков Чикаго                    | 1990 | Лучшая актриса                                                            | Мизери                                | Победа    |
| Ассоциация кинокритиков Чикаго                    | 1995 | Лучшая актриса                                                            | Долорес Клэйборн                      | Номинация |
| Ассоциация кинокритиков Чикаго                    | 1998 | Лучшая актриса                                                            | Основные цвета                        | Победа    |
| Ассоциация кинокритиков Чикаго                    | 2002 | Лучшая актриса                                                            | О Шмидте                              | Номинация |
| Общество кинокритиков Лас-Вегаса                  | 1998 | Лучшая актриса                                                            | Основные цвета                        | Победа    |
| Общество кинокритиков Лас-Вегаса                  | 2002 | Лучшая актриса                                                            | О Шмидте                              | Номинация |
| Общество кинокритиков Сан-Диего                   | 1998 | Лучшая актриса                                                            | Основные цвета                        | Победа    |
| Общество кинокритиков Сан-Диего                   | 2002 | Лучшая актриса                                                            | О Шмидте                              | Номинация |
| Внешнее общество критиков                         | 1983 | Лучшая актриса                                                            | Спокойной ночи, мама                  | Победа    |
| Национальное общество кинокритиков США            | 2003 | Лучшая актриса                                                            | О Шмидте                              | Номинация |
| Премия Гильдии режиссёров Америки                 | 2004 | Лучшая режиссура драматического сериала                                   | Клиент всегда мёртв                   | Номинация |
| Общество онлайн-кинокритиков                      | 1998 | Лучшая актриса                                                            | Основные цвета                        | Номинация |
| Общество онлайн-кинокритиков                      | 2002 | Лучшая актриса                                                            | О Шмидте                              | Номинация |
| Клотрудис                                         | 1999 | Лучшая актриса второго плана                                              | Основные цвета                        | Номинация |
| American Comedy Awards                            | 1992 | Лучшая комедийная киноактриса                                             | Жареные зелёные помидоры              | Номинация |
| American Comedy Awards                            | 1997 | Лучшая комедийная телеактриса                                             | Полночная смена                       | Победа    |
| American Comedy Awards                            | 1999 | Лучшая комедийная киноактриса                                             | Основные цвета                        | Победа    |
| American Comedy Awards                            | 2000 | Лучшая комедийная телеактриса                                             | Энни                                  | Победа    |
| Выбор телевизионных критиков                      | 2014 | Лучшая актриса в фильме или мини-сериале                                  | Американская история ужасов: Шабаш    | Номинация |
| Выбор телевизионных критиков                      | 2016 | Лучшая актриса в фильме или мини-сериале                                  | Американская история ужасов: Отель    | Номинация |
| Blockbuster Entertainment Awards                  | 1998 | Любимая драматическая актриса                                             | Титаник                               | Победа    |
| Blockbuster Entertainment Awards                  | 1999 | Любимая драматическая актриса                                             | Основные цвета                        | Победа    |
| Blockbuster Entertainment Awards                  | 1999 | Любимая комедийная актриса                                                | Маменькин сыночек                     | Победа    |
| CableACE Awards                                   | 1993 | Лучшая актриса в мини-сериале или телефильме                              | Заложники                             | Номинация |
| Ассоциация кинокритиков Огайо                     | 2002 | Лучшая актриса                                                            | О Шмидте                              | 2-е место |
| Ассоциация кинокритиков Далласа                   | 2002 | Лучшая актриса                                                            | О Шмидте                              | Победа    |
| Драма Деск                                        | 1988 | Лучшая главная актриса в спектакле                                        | Фрэнки и Джонни в Клэр Дю Пон         | Номинация |
| Giffoni International Film Festival               | 2006 | Премия Франсуа Трюффо                                                     | н/д                                   | Победа    |
| Ассоциация кинокритиков Лос-Анджелеса             | 1998 | Лучшая актриса                                                            | Основные цвета                        | 2-е место |
| Ассоциация кинокритиков Лос-Анджелеса             | 2002 | Лучшая актриса                                                            | О Шмидте                              | 2-е место |
| Национальный совет кинокритиков США               | 2002 | Лучшая актриса второго плана                                              | О Шмидте                              | Победа    |
| Национальный совет кинокритиков США               | 2019 | Лучшая актриса второго плана                                              | Дело Ричарда Джуэлла                  | Победа    |
| Ассоциация кинокритиков Нью-Йорка                 | 1990 | Лучшая актриса                                                            | Мизери                                | Номинация |
| Online Film & Television Association Awards       | 1998 | Лучшая актриса                                                            | Основные цвета                        | Победа    |
| Online Film & Television Association Awards       | 1998 | Лучший актёрский ансамбль                                                 | Основные цвета                        | Номинация |
| Online Film & Television Association Awards       | 1999 | Лучшая приглашённая актриса в комедийном сериале                          | Третья планета от Солнца              | Номинация |
| Online Film & Television Association Awards       | 2000 | Лучшая актриса в мини-сериале или телефильме                              | Энни                                  | Победа    |
| Online Film & Television Association Awards       | 2002 | Лучшая актриса                                                            | О Шмидте                              | Номинация |
| Online Film & Television Association Awards       | 2003 | Лучшая режиссура драматического сериала                                   | Клиент всегда мёртв                   | Номинация |
| Online Film & Television Association Awards       | 2003 | Лучший актёрский ансамбль в драматическом сериале                         | Клиент всегда мёртв                   | Номинация |
| Online Film & Television Association Awards       | 2003 | Лучшая приглашённая актриса в драматическом сериале                       | Клиент всегда мёртв                   | Номинация |
| Online Film & Television Association Awards       | 2004 | Лучшая приглашённая актриса в драматическом сериале                       | Клиент всегда мёртв                   | Номинация |
| Online Film & Television Association Awards       | 2004 | Лучший актёрский ансамбль в драматическом сериале                         | Клиент всегда мёртв                   | Номинация |
| Online Film & Television Association Awards       | 2005 | Лучшая актриса в мини-сериале или телефильме                              | Тёплые источники                      | Номинация |
| Online Film & Television Association Awards       | 2005 | Лучший актёрский ансамбль в мини-сериале или телефильме                   | Тёплые источники                      | Номинация |
| Online Film & Television Association Awards       | 2006 | Лучшая актриса в мини-сериале или телефильме                              | Скорая помощь                         | Номинация |
| Online Film & Television Association Awards       | 2011 | Лучшая актриса в драматическом сериале                                    | Закон Хэрри                           | Номинация |
| Online Film & Television Association Awards       | 2012 | Лучшая приглашённая актриса в комедийном сериале                          | Два с половиной человека              | Номинация |
| Online Film & Television Association Awards       | 2014 | Лучшая приглашённая актриса в комедийном сериале                          | Майк и Молли                          | Номинация |
| Online Film & Television Association Awards       | 2014 | Лучшая актриса в мини-сериале или телефильме                              | Американская история ужасов: Шабаш    | Победа    |
| Online Film & Television Association Awards       | 2014 | Лучший актёрский ансамбль в мини-сериале или телефильме                   | Американская история ужасов: Шабаш    | Номинация |
| Palm Springs International Film Festival          | 2009 | Лучший актёрский ансамбль                                                 | Дорога перемен                        | Номинация |
| Выбор народа                                      | 1993 | Выдающаяся актриса драматического кино                                    | н/д                                   | Номинация |
| Общество кинокритиков Феникса                     | 2002 | Лучшая актриса                                                            | О Шмидте                              | Номинация |
| Общество кинокритиков Феникса                     | 2011 | Лучший актёрский ансамбль                                                 | Полночь в Париже                      | Номинация |
| Prism Awards                                      | 2006 | Лучшая женская роль в мини-сериале или телефильме                         | Скорая помощь                         | Номинация |
| Ассоциация кинокритиков Юго-Востока               | 1998 | Лучшая актриса                                                            | Основные цвета                        | 2-е место |
| Ассоциация кинокритиков Торонто                   | 2002 | Лучшая актриса                                                            | О Шмидте                              | 2-е место |
| Ассоциация кинокритиков Юты                       | 1990 | Лучшая актриса                                                            | Мизери                                | Победа    |
| Ассоциация кинокритиков Юты                       | 2002 | Лучшая актриса                                                            | О Шмидте                              | Номинация |
| Ассоциация кинокритиков Ванкувера                 | 2002 | Лучшая актриса                                                            | О Шмидте                              | Номинация |
| Ассоциация кинокритиков Вашингтона                | 2002 | Лучшая актриса                                                            | О Шмидте                              | Победа    |
| Women in Film and Television International Awards | 1995 | Почётная награда                                                          | н/д                                   | Победа    |
| Голливудская «Аллея славы»                        | 2016 | Именная звезда за вклад в киноиндустрию                                   | н/д                                   | Победа    |

В 2003 году антагонист фильма «Мизери» Энни Уилкс в исполнении Кэти Бейтс заняла 17 место среди злодеев в списке «100 героев и злодеев» по версии Американского института киноискусства.